# Denis Moutel

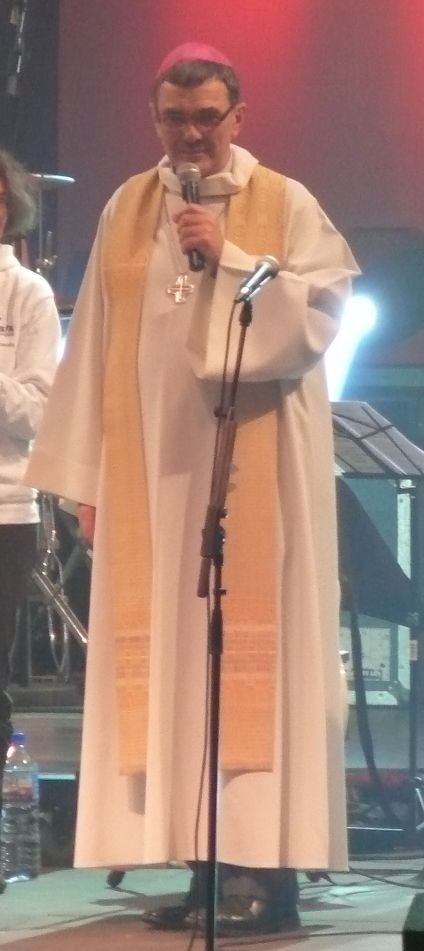
Denis Moutel à Ecclesia Campus 2012.

Denis Moutel, né le 6 janvier 1952 à Ancenis en Loire-Atlantique, est un prélat catholique français, évêque de Saint-Brieuc et Tréguier depuis août 2010.

## Biographie
Denis Moutel est né le 6 janvier 1952 à Ancenis, en Loire-Atlantique, cinquième enfant  d’une famille de huit, fils de Maurice Moutel, médecin, maire MRP d'Ancenis et conseiller général (1965-1970), et de son épouse, née Madeleine Boutin.
Son oncle, Michel Moutel, fut évêque de Nevers (1988-1997), puis archevêque de Tours avant de mourir subitement d'une crise cardiaque le 11 mai 1998 à l'âge de 60 ans.

### Formation
Denis Moutel effectue sa formation au grand séminaire Saint-Jean (1969-1977). Il entreprend des études d’allemand et de théologie à Münster (1971-1972); Il reprendra des études de théologie à l’institut catholique de Paris (1979-1981)
Denis Moutel est titulaire d'une licence de théologie.

### Prêtre
Après avoir été ordonné prêtre le 11 juin 1977 pour le diocèse de Nantes. Denis Moutel est vicaire à la paroisse Saint-Jean-l’Évangéliste (Nantes/St-Sébastien, 1977-1979) puis à la paroisse Notre-Dame-de-Toutes-Joies (centre-ville de Nantes, 1981-1982).
Il est nommé délégué diocésain adjoint, puis délégué diocésain pour l’aumônerie des élèves catholiques de l’enseignement public, et aumônier du lycée Gabriel-Guist'hau et des collèges du centre-ville de Nantes (1982-1987), puis aumônier des lycées Clémenceau et Livet (1987-1991) pour finalement être aumônier diocésain, cette fois de l’enseignement catholique (1991-1999)
Denis Moutel est ensuite nommé curé de la paroisse Notre-Dame-de-Toutes-Joies (Nantes), tout en prenant le rôle de délégué épiscopal pour la pastorale des jeunes en pleine création (1999-2003).
Puis en 2003, il est nommé vicaire épiscopal, et en 2004, vicaire général ; il est de 2003 à 2006 délégué épiscopal pour l’apostolat des laïcs.

### Évêque
Nommé évêque de Saint-Brieuc et Tréguier le 20 août 2010, il est consacré le 10 octobre suivant par Pierre d'Ornellas, archevêque de Rennes. 
Au sein de la Conférence des évêques de France, en 2011, il est élu président du Conseil pour la pastorale des enfants et des jeunes. Il est aujourd'hui président du Conseil financier et du Conseil pour les affaires économiques, sociales et juridiques.

## Distinction
- Chevalier de la Légion d'honneur (Décret du 13 juillet 2016 du Président de la République[6])